# Park Narodowy Strzeleckiego
Park Narodowy Strzeleckiego – park narodowy zlokalizowany na Wyspie Flindersa, należącej do stanu Tasmania (Australia), leżącym 307 km na północ od miasta stołecznego Hobart w południowo-zachodniej części wyspy. Park o powierzchni 42,16 km² został utworzony w 1967 roku. 
W 1972 została mu nadana nazwa Parku Narodowego Strzeleckiego na cześć Pawła Edmunda Strzeleckiego, znanego polskiego podróżnika i geologa, który przeprowadził wiele badań na kontynencie australijskim.